# ماكنتوش بلس
كمبيوتر ماكنتوش بلس هو النموذج الثالث في خط ماكنتوش، عُرض في 16 يناير عام 1986، أي بعد عامين من ماكنتوش الأصلي، وبعد أكثر من عام بقليل من ماكنتوش k512 بسعر 2599 دولار . 
كما حدث تحسن تطوري تفوق على 512K، مع 1 ميغابايت من ذاكرة الوصول العشوائي القياسية، وقابلة للتوسيع إلى 4 ميغابايت، ومنفذ سكزي للأطراف الخارجية، كانت من بين التحسينات الصغيرة. كان في الأصل نفس لون الصندوق البيج عموماً مثل: ماكنتوش الأصلي,", ولكن في عام 1987، تم تغيير لون الصندوق إلى الرمادي الغامق لون "البلاتين". هو أقرب نموذج ماكنتوش قادر على تشغيل نظام 7 (Mac OS 7).

## المشاكل
عدم وجود مروحة وهذا قد يتسبب في نهاية مبكرة لماكنتوش بلس لبعض المستخدمين. كما أن مزود الطاقة يسخن، ووصلات اللحام القديمة بداخله تتكسر مما يتسبب في العديد من المشاكل، مثل فقدان الانحراف في شاشة العرض أو فقدان كامل للطاقة. كما هو الحال في معظم أجهزة ماكنتوش المدمجة في وقت مبكر، كانت المشكلة الشائعة في الموصل المقرن، وارتداد المحولات، ومحرك الأقراص الأفقية الموصلة بالمكثف.

## روابط خارجية
- المواصفات الفنية لماكنتوش بلس على موقع آبل.
- BYTE takes an early look at the Mac Plus